# Meijer de Hond
Meijer de Hond (Amsterdam, 30 augustus 1882 – Sobibór, 23 juli 1943) was een joods theoloog, leraar en voorman in Amsterdam in de eerste decennia van de 20e eeuw.
De Hond was geboren in de Verversstraat in de oude Jodenhoek van Amsterdam. Hij volgde het Nederlands Israëlitisch Seminarium en studeerde klassieke talen aan de Universiteit van Amsterdam. In 1904 was hij magid (kandidaat-rabbijn), maar verder kwam hij niet door tegenstand van de rector van het seminarium, opperrabbijn Dünner, tegen zijn prediking.
De Hond was zeer betrokken bij de sociale ellende onder de arme joden, maar bestreed het socialisme en het zionisme. Hij richtte in 1905 de vereniging Touroh Our op, "De leer is het licht". Al het derde nummer van het ledenblad Libanon veroorzaakte opschudding, omdat De Hond het formalisme in het orthodoxe jodendom aan de kaak stelde. Hij betoogde dat de rijke joden de geest van de voorschriften niet naleefden. In het volgend nummer bekritiseerde hij het gebedsformulier en pleitte hij voor het spontane gebed. Hij werd door het opperrabbinaat tot de orde geroepen, en het Nieuw Israëlietisch Weekblad begon een campagne tegen hem zonder hem een weerwoord te geven. De Amsterdamse "Nieuwe Synagoge" (Neie Sjoel) werd niet langer ter beschikking van Touroh Our gesteld.
Met financiële steun van Touroh Our voltooide hij zijn rabbinale opleiding in Berlijn, waarna hij in Würzburg promoveerde. De Nederlandse joodse kerkgenootschappen erkenden zijn graden echter niet.
Touroh Our nam het initiatief om joodse bejaarden, die verzorgd werden in het stedelijke werkhuis in de Roetersstraat, te steunen met kleding en andere extra's. Bewogen door hun moeilijke levensavond schreef De Hond in 1911 de brochure "Een joods hart klopt aan uw deur". Hij stichtte de vereniging De Joodsche Invalide, en in 1912 werd het verpleeghuis van die naam geopend.
Verder was De Hond geestelijk leidsman van de joodse werkliedenvereniging Betsalel en de jongerenafdeling Jong-Betsalel. Hij schreef toneelstukken die uit het joodse leven gegrepen waren als "Rabbi Akiwa", "Seideravond" en "Sjabbat Koudesj". Zijn "kiekjes", schetsen van het leven in de Jodenhoek, verschenen in joodse bladen en later in bundels.
In 1942 kreeg Meijer de Hond ter gelegenheid van zijn zestigste verjaardag van opperrabbijn Sarlouis de titel "rabbijn honoris causa". In het volgend jaar werd hij door de bezetters via Westerbork afgevoerd naar Sobibór.

## Eerbetoon
- Brug 257 in de Amsterdamse Weesperstraat over de Nieuwe Achtergracht draagt de naam van dr. Meijer de Hond.
- Aan zijn voormalig woonhuis in de Swammerdamstraat 24 werd op 22 februari 2024 een herdenkingsbordje bevestigd. Daarbij waren onder meer aanwezig stadsdeelbestuurder Zeeger Ernsting, rabbijn Shmuel Katz en hoogleraar Joodse Studies Bart Wallet.